# 1882 en chimie
Cet article présente les faits marquants de l'année 1882 en chimie.

## Évènements
- Le volcanologue italien Luigi Palmieri réussit pour la première fois à démontrer la présence d'hélium sur la Terre, par l'analyse spectrale de la lave du Vésuve[1].

## Publications
- Shimadzu publie un catalogue d'équipement de physique et de chimie, créant la première liste d'instruments scientifiques disponibles au Japon[2].

## Prix
- Médaille Davy : Dmitri Mendeleïev et Julius Lothar Meyer pour leur découverte des relations périodiques dans les masses atomiques[3],[4].

## Naissances
- 22 juillet[5] : Matthias Pier (mort en 1965), chimiste allemand.
- 30 septembre[6] : Hans Geiger (mort en 1945), physicien allemand qui a inventé avec Walther Müller le compteur Geiger en 1928, compteur dont il imagine le principe dès 1913.
- 22 novembre : Luigi Casale (mort en 1927), chimiste italien.

## Décès
- 4 janvier[7] : John William Draper (né en 1811), scientifique, philosophe, médecin, chimiste, historien et photographe américain d'origine anglaise.
- 1er février[8] : Antoine Bussy (né en 1794), pharmacien et chimiste français.
- 27 avril[9] : Ferdinand Reich (né en 1799), chimiste allemand.

- 23 septembre[10] : Friedrich Wöhler (né en 1800), chimiste allemand.
- 25 septembre[11] : Désiré van Monckhoven (né en 1834), chimiste, opticien et physicien belge.